# Carex albursina
Carex albursina är en halvgräsart som beskrevs av Edmund Perry Sheldon. Carex albursina ingår i släktet starrar, och familjen halvgräs. Inga underarter finns listade i Catalogue of Life.